# جزایر سولاندر
جزایر سولاندر (به لاتین: Solander Islands) یک مجمع‌الجزایر در نیوزیلند است که در Southland District واقع شده‌است. جزایر سولاندر ۳۳۰ متر بالاتر از سطح دریا واقع شده‌است.